# Sant Antonin (Var)
Sant Antonin dau Var (en francès Saint-Antonin-du-Var) és un municipi francès situat al departament del Var i a la regió de Provença – Alps – Costa Blava.

## Demografia
| 1962                                       | 1968 | 1975 | 1982 | 1990 | 1999 | 2006 |
| ------------------------------------------ | ---- | ---- | ---- | ---- | ---- | ---- |
| 300                                        | 313  | 288  | 365  | 405  | 482  | 617  |
| Des de 1962: població sense dobles comptes |      |      |      |      |      |      |

## Administració
| Període   | Identitat       | Partit |
| --------- | --------------- | ------ |
| 1954-1995 | Jean Fustier    |        |
| 1995-2008 | Roger Volpi     |        |
| 2008-     | Serge Baldecchi |        |